# Politechnika Tirańska
Politechnika Tirańska (alb. Universiteti Politeknik i Tiranës, UPT, PUoT) – albańska uczelnia publiczna z siedzibą w Tiranie. Jest najstarszą i drugą pod względem wielkości szkołą wyższą w Albanii.

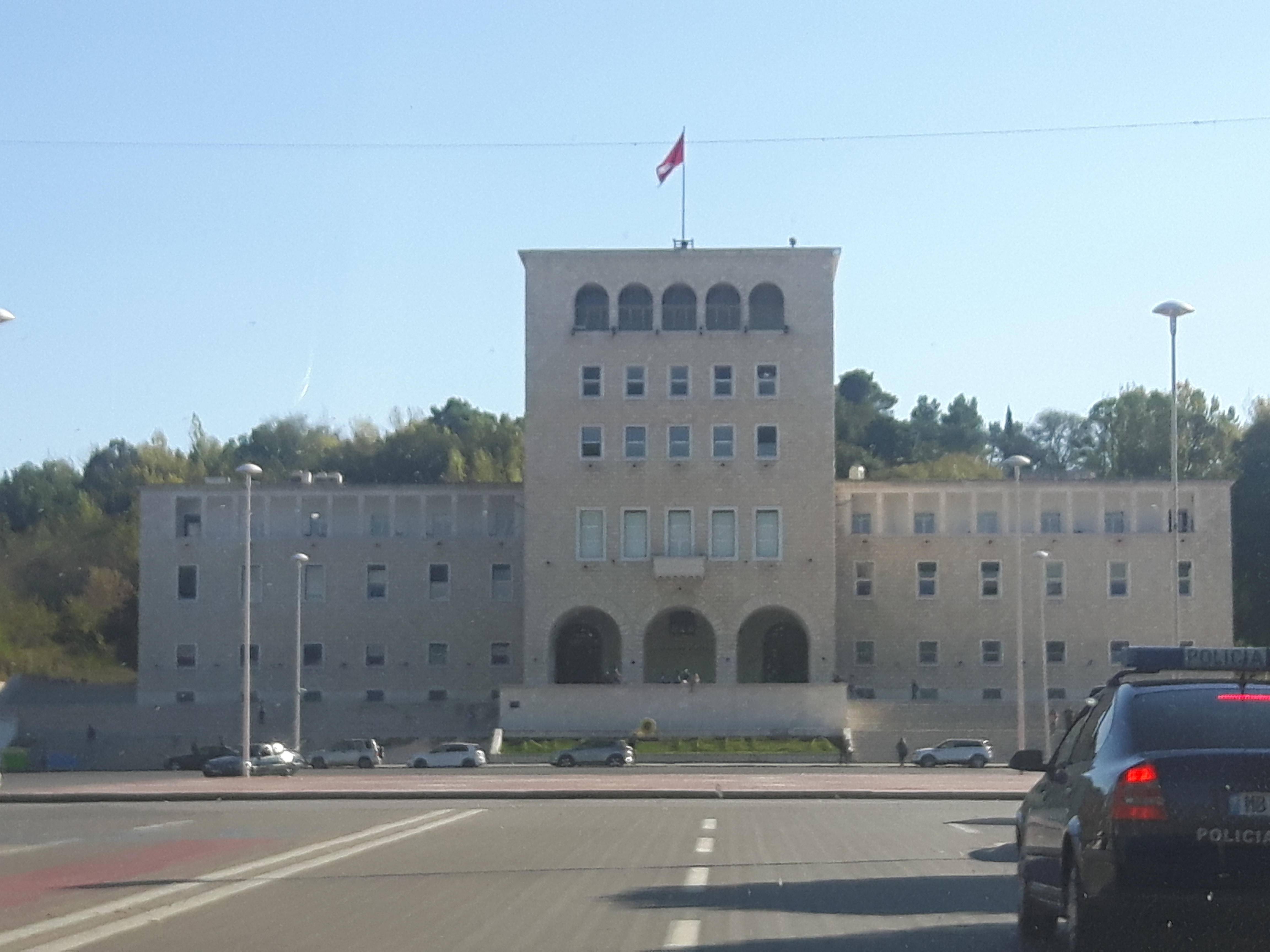
Główny budynek Politechniki Tirańskiej

Studia na uczelni są kompatybilne z procesem bolońskim. Nauczanie prowadzone jest w językach albańskim i angielskim.

## Historia
Szkoła została założona w 1951 roku.Obecnie uczy się na niej około 10 tysięcy studentów z Albanii i sąsiednich państw.
W 2012, z okazji 100. rocznicy odzyskania niepodległości przez Albanię, prezydent Bujar Nishani uhonorował uczelnię Orderem "Honor Narodu", "za wybitne zasługi dla rozwoju gospodarczego i społecznego kraju, poprzez przygotowanie kilkudziesięciu pokoleń inżynierów i będącego ważnym ośrodkiem szkolnictwa wyższego i badań naukowych Albania i poza nią".

## Struktura[1]
W skład uczelni wchodzi 7 wydziałów i 1 samodzielny instytut badawczy:
1. Wydział Inżynierii Budowlanej;
2. Wydział Technologii Informacyjnych;
3. Wydział Inżynierii Mechanicznej;
4. Wydział Geologii i Górnictwa;
5. Wydział Inżynierii Elektrycznej;
6. Wydział Inżynierii Matematycznej i Inżynierii Fizycznej;
7. Wydział Architektury i Planowania Urbanistycznego;
8. Instytut Nauk Geologicznych, Energii, Wody i Środowiska;

## Rektorzy uczelni[1]
1. Prof. Gëzim Karapici
2. Prof. Emil Lamani
3. Prof. Tamara Gjoka
4. Prof. Përparim Hoxha
5. Jorgaq Kaçani
6. Andrea Maliqari